# Eureka Motor Car Manufacturing Company
Eureka Motor Car Manufacturing Company, hervorgegangen aus der Eureka Motor Buggy Company, war ein US-amerikanischer Hersteller von Automobilen.

## Unternehmensgeschichte
Charles Zimmerman gründete 1907 das Unternehmen in St. Louis in Missouri. Er begann mit der Produktion von Automobilen. Der Markenname lautete Eureka. 1909 bezog er ein anderes Werk in der gleichen Stadt und führte die Umfirmierung durch. 1909 endete die Produktion. Zimmerman wechselte daraufhin zur Burg Carriage Company.
Es gab keine Verbindung zu den anderen US-Herstellern der Automarke Eureka: Eureka Automobile Agency, Eureka Motor Car Company, Eureka Motor Buggy Company und Eureka Company. 		

## Fahrzeuge

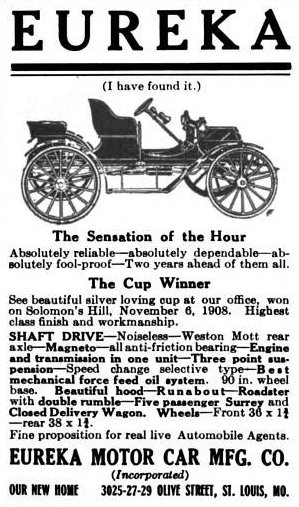
Eureka-Anzeige von 1909

Im Angebot standen Highwheeler, die sich in einigen Details von den Konkurrenzmodellen unterschieden. Dies waren der Kardanantrieb, das gewöhnliche Getriebe anstelle eines Planetengetriebes sowie die Kombination von Motor und Getriebe in einer Einheit. Der Motor war ein luftgekühlter Zweizylindermotor. Die Fahrzeuge hatten Rechtslenkung.
In den Jahren 1907 und 1908 gab es Fahrgestelle mit vier verschiedenen Radständen von 163 cm, 178 cm, 185 cm und 203 cm. Als Aufbau war nur ein Runabout erhältlich. Der Motor war mit 10/12 PS angegeben. Einer der Fahrzeuge gewann 1908 ein Bergrennen.
1909 betrug der Radstand bei allen Modellen 229 cm. Zweisitziger Runabout, dreisitziger Roadster, viersitziger Surrey und ein leichter Lieferwagen standen zur Wahl. Die Motorleistung war auf 14/16 PS erhöht worden.

## Modellübersicht
| Jahr      | Modell   | Zylinder | Leistung (PS) | Radstand (cm) | Aufbau                                                                      |
| --------- | -------- | -------- | ------------- | ------------- | --------------------------------------------------------------------------- |
| 1907–1908 | 10/12 HP | 2        | 10/12         | 163           | Runabout                                                                    |
| 1907–1908 | 10/12 HP | 2        | 10/12         | 178           | Runabout                                                                    |
| 1907–1908 | 10/12 HP | 2        | 10/12         | 185           | Runabout                                                                    |
| 1907–1908 | 10/12 HP | 2        | 10/12         | 203           | Runabout                                                                    |
| 1909      | 14/16 HP | 2        | 14/16         | 229           | Runabout 2-sitzig, Roadster 3-sitzig, Surrey 4-sitzig, Leichter Lieferwagen |